# Значит, пора
«Значит, пора» — одиннадцатый студийный альбом российской певицы Любови Успенской, выпущенный в 2019 году.
Практически весь альбом состоит из ранее выпущенных песен и новых версий старых хитов певицы. Половина песен на альбоме — дуэты с такими исполнителями как Эмин Агаларов, Леонид Агутин, Кира Дымов и Доминик Джокер. Также на альбом была включена песня «Panda Е», записанная в дуэте с CYGO.

## Список композиций
| №                   | Название                                       | Автор(ы)                            | Длительность |
| ------------------- | ---------------------------------------------- | ----------------------------------- | ------------ |
| 1.                  | «Отпусти» (feat. Emin)                         | Александра Любимова, Кирилл Арбатов | 3:37         |
| 2.                  | «Небо» (feat. Леонид Агутин)                   | Регина Лисиц, Игорь Азаров          | 3:59         |
| 3.                  | «Ты уйдёшь»                                    | Кира Дымов, Игорь Азаров            | 4:09         |
| 4.                  | «Где ты был» (feat. Доминик Джокер)            | Александр Бреславский, Алекс Колчин | 4:18         |
| 5.                  | «Ещё люблю»                                    | Игорь Кисиль                        | 3:40         |
| 6.                  | «Окончен путь»                                 | Алла Баянова                        | 3:22         |
| 7.                  | «Киев-Москва» (feat. Александр Панайотов)      | Леонид Агутин                       | 3:47         |
| 8.                  | «Я милого узнаю по походке»                    |                                     | 3:36         |
| 9.                  | «Две судьбы» (feat. Владимир Пресняков)        | Регина Лисиц, Игорь Азаров          | 3:45         |
| 10.                 | «Сильнее, чем прежде» (feat. Сосо Павлиашвили) | Андрей Артемьев, Сосо Павлиашвили   | 4:21         |
| 11.                 | «Цыганская» (feat. Табор возвращается)         | Игорь Григорьев                     | 5:17         |
| 12.                 | «Значит, пора»                                 | Евгений Аверьянов, Олег Кашара      | 3:40         |
| 13.                 | «Пропадаю я»                                   | Регина Лисиц, Игорь Азаров          | 3:51         |
| 14.                 | «Panda Е new» (feat. CYGO)                     | Леонид Вакульчук                    | 3:56         |
| Общая длительность: | Общая длительность:                            | Общая длительность:                 | 55:18        |